# Homoneura biguttata
Homoneura biguttata är en tvåvingeart som först beskrevs av Macquart 1843.  Homoneura biguttata ingår i släktet Homoneura och familjen lövflugor. Inga underarter finns listade i Catalogue of Life.